# Michael Tschernow
Michael Tschernow (* 24. April 1948 in Stuttgart) ist ein deutscher Schauspieler, Theaterregisseur, Schauspiellehrer und -coach.

## Werdegang
Tschernow studierte Deutsch, Geschichte, Pädagogik und Philosophie an der Pädagogischen Hochschule Esslingen und arbeitete vor seiner Schauspielausbildung zunächst als Lehrer. Auch Leitung der Filmgruppe Ulm und der Agitpropgruppe "Vorwärtslos" sowie Veranstaltung von zahlreichen Rockkonzerten. Als Schauspieler an Bühnen wie dem Landestheater Salzburg und dem Münchner Volkstheater spielt er dann unter Regisseuren wie Anna Bergmann, Klaus Weise, Christian Stückl, Jörg Hube, Veit Relin, Ansgar Haag, Jochen Schölch und Erdal Merdan.
Des Öfteren ist Tschernow auch in Film und Fernsehen zu sehen, z. B. in Kinofilmen wie Nach Fünf im Urwald oder Fernsehproduktionen wie Derrick. An deutschen Bühnen, etwa den Kammerspielen München und am Münchner Volkstheater, inszenierte der Schauspieler zudem selbst. Als Schauspiellehrer lehrte er u. a. an der Universität Salzburg am Mozarteum.

## Filmografie
- 2018: Um Himmels Willen[1]
- 2015: Um Himmels Willen
- 2012: Herzflimmern – Liebe zum Leben
- 2012: Frühling für Anfänger
- 2011: Herbstkind
- 2011: Herzflimmern – Liebe zum Leben
- 2010: Um Himmels Willen
- 2007: Der Rote Punkt
- 2006: Alles außer Sex
- 2002: Utta Danella – Der Sommer des glücklichen Narren
- 1995: Nach fünf im Urwald

## Schüler
Aus: Michael Tschernow (Hrsg.): Schauspieler werden? Edition Tschernow, München 2006
- Markus Brandl
- Golo Euler
- Felix Hellmann
- Leopold Hornung
- Felix Klare
- Stefanie von Poser
- Melanie von Sass
- Jennifer Mulinde-Schmid
- Zora Thiessen

## Auszeichnungen
- AZ-Stern für Gorkis Sommergäste
- TZ Rose für Gorkis Sommergäste